# Bogumił Korombel
Bogumił Wiesław Korombel (ur. 7 listopada 1918 w Osinach k. Poraja, zm. 8 czerwca 2008 w Krakowie) – polski ekonomista i inżynier.
Ojciec, Józef, prowadził sklep. Absolwent IV Liceum Ogólnokształcącego im. H. Sienkiewicza w Częstochowie z roku 1938. W listopadzie 1956 został wybrany przez załogę przedsiębiorstwa na dyrektora Dyrekcji Budowy Miasta Nowa Huta, dyrektor Zarządu Inwestycji Miejskich w Krakowie, członek Społecznego Komitetu Odnowy Zabytków Krakowa, jeden z patronów Piwnicy pod Baranami, twórca Klubu Dyskusyjnego AMICIUS oraz członek Zarządu Stowarzyszenia Na Rzecz Powołania Muzeum Nowej Huty i Huty im. Tadeusza Sendzimira. Wielokrotnie odznaczany najwyższymi odznaczeniami państwowymi między innymi w 1955 Medalem 10 Polski Ludowej. Pochowany na Cmentarzu Salwatorskim.

## Życie prywatne
Żona – pisarka Natalia Rolleczek, syn – absolwent PWST w Krakowie aktor i tłumacz Paweł Jakub Korombel (ur. 1952).

## Źródła
- Tadeusz Binek Służby inwestycyjne Nowej Huty, Wydawnictwo Towarzystwa Słowaków w Polsce 2009, ISBN 978-83-7490-280-9.